# سمولنیتسا
سمولنیتسا (به بلغاری: Smolnitsa) یک منطقهٔ مسکونی در بلغارستان است که در شهرستان دوبریچکا واقع شده‌است.